# Halové mistrovství světa v pozemním hokeji 2003

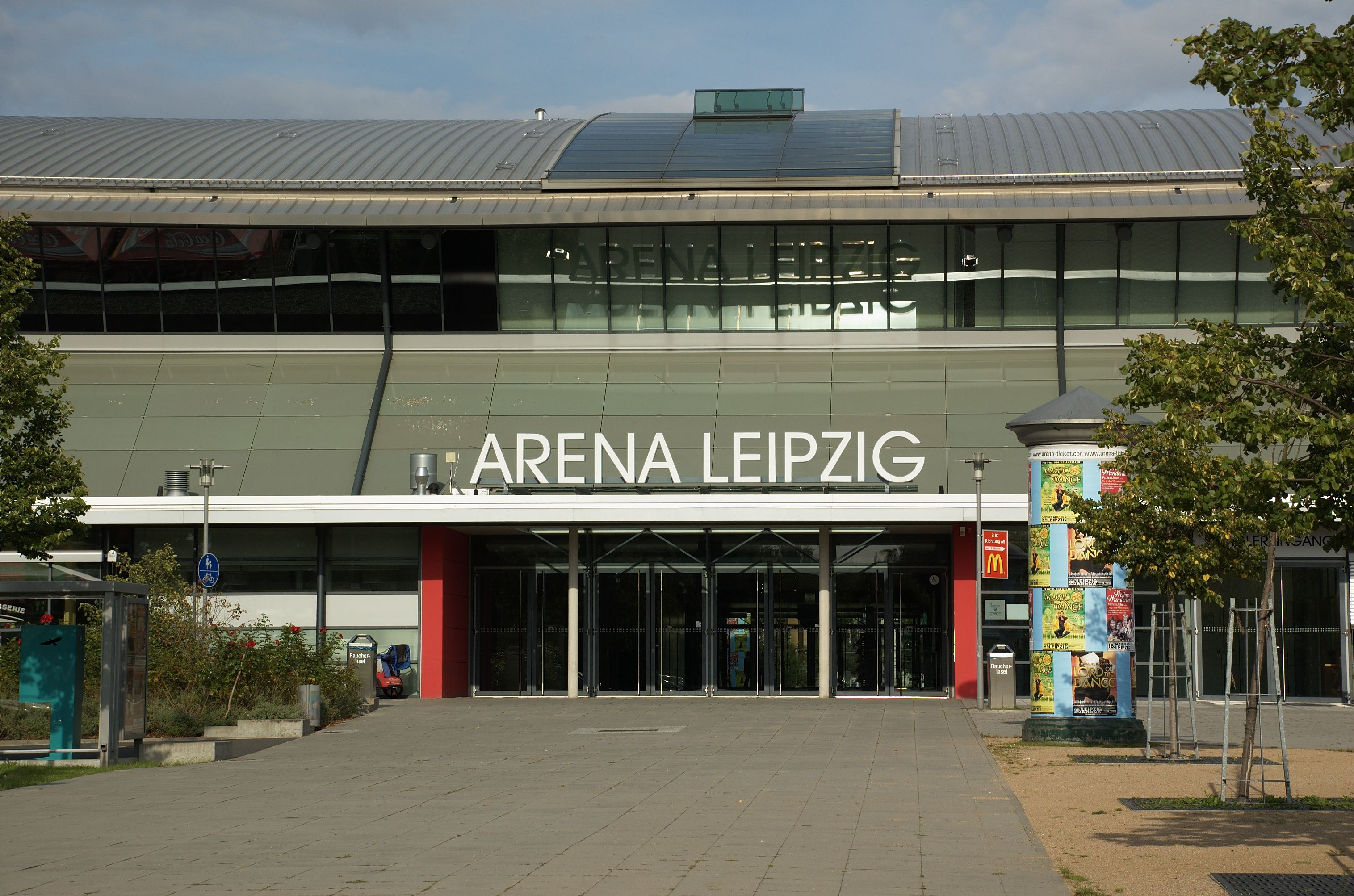
Místo konání halového mistrovství světa v pozemním hokeji 2003

1. Halové mistrovství světa v pozemním hokeji se uskutečnilo ve dnech 5. až 9. února 2003 ve víceúčelové hale v Lipsku a zahrnovalo turnaj mužů i turnaj žen.

## program soutěží
Obou turnajů se zúčastnilo 12 týmů, které byly rozděleny do 2 šestičlenných skupin ve kterých se hrálo způsobem jeden zápas každý s každým a poté týmy na 1. a 2. místě ve skupinách postoupily do semifinále. Týmy na 3. místě hrály zápas o 5. místo, týmy na 4. místě hrály o 7. místo, na 5. místě o 9. místo a na 6. místě o 11. místo.

## Turnaj mužů

### Skupina A
- 5. února
- Švýcarsko - Česko 9:5
- Nový Zéland - Německo 0:17
- Rusko - Kanada 3:3
- Kanada - Švýcarsko 5:4
- Česko - Nový Zéland 10:0
- Německo - Rusko 16:0
- 6. února
- Kanada - Nový Zéland 7:2
- Česko - Německo 3:6
- Rusko - Švýcarsko 0:7
- Německo - Švýcarsko 9:6
- Česko - Kanada 5:5
- 7. února
- Rusko - Nový Zéland 5:0
- Švýcarsko - Nový Zéland 11:2
- Rusko - Česko 2:11
- Německo - Kanada 11:4

| Poř. | Tým         | Z | V | R | P | VG | OG | B  |
| ---- | ----------- | - | - | - | - | -- | -- | -- |
| 1.   | Německo     | 5 | 5 | 0 | 0 | 59 | 13 | 15 |
| 2.   | Švýcarsko   | 5 | 3 | 0 | 2 | 37 | 21 | 9  |
| 3.   | Kanada      | 5 | 2 | 2 | 1 | 24 | 25 | 8  |
| 4.   | Česko       | 5 | 2 | 1 | 2 | 34 | 22 | 7  |
| 5.   | Rusko       | 5 | 1 | 1 | 3 | 10 | 37 | 4  |
| 6.   | Nový Zéland | 5 | 0 | 0 | 5 | 4  | 50 | 0  |

### Skupina B
- 5. února
- Nizozemsko - Jihoafrická republika 6:1
- Polsko - USA 7:1
- Austrálie - Francie 5:3
- Nizozemsko - Polsko 2:4
- 6. února
- Jihoafrická republika - Francie 4:9
- USA - Austrálie 0:4
- Francie - Nizozemsko 5:3
- Austrálie - Polsko 3:8
- Jihoafrická republika - USA 4:3
- 7. února
- Polsko - Jihoafrická republika 6:2
- Nizozemsko - Austrálie 5:4
- Francie - USA 6:2
- Jihoafrická republika - Austrálie 4:4
- USA - Nizozemsko 1:11
- Polsko - Francie 4:5

| Poř. | Tým          | Z | V | R | P | VG | OG | B  |
| ---- | ------------ | - | - | - | - | -- | -- | -- |
| 1.   | Polsko       | 5 | 4 | 0 | 1 | 29 | 13 | 12 |
| 2.   | Francie      | 5 | 4 | 0 | 1 | 28 | 18 | 12 |
| 3.   | Nizozemsko   | 5 | 3 | 0 | 2 | 27 | 15 | 9  |
| 4.   | Austrálie    | 5 | 2 | 1 | 2 | 20 | 20 | 7  |
| 5.   | Jižní Afrika | 5 | 1 | 1 | 3 | 15 | 28 | 4  |
| 6.   | USA          | 5 | 0 | 0 | 5 | 7  | 32 | 0  |

### Zápas o 11. místo
- 8. února
- Nový Zéland - USA 5:5 po prodloužení, 7:8 na penalty

### Zápas o 9. místo
- 8. února
- Rusko - Jihoafrická republika 8:3

### Zápas o 7. místo
- 8. února
- Česko - Austrálie 4:6

### Zápas o 5. místo
- 9. února
- Kanada - Nizozemsko 4:4 po prodloužení, na penalty 7:8

## Schéma zápasů o medaile v turnaji mužů
Oba semifinálové zápasy se odehrály 8. února, finále a zápas o 3. místo se pak odehrály 9. února.
|  | Semifinále | Semifinále | Semifinále |  |  | Finále      | Finále      | Finále      |
|  |            |            |            |  |  |             |             |             |
|  | 1.B        | Polsko     | 6          |  |  |             |             |             |
|  | 2.A        | Švýcarsko  | 5          |  |  |             |             |             |
|  |            |            |            |  |  | 1.B         | Polsko      | 1           |
|  |            |            |            |  |  | 1.A         | Německo     | 7           |
|  | 1.A        | Německo    | 6          |  |  |             |             |             |
|  | 2.B        | Francie    | 2          |  |  | Třetí místo | Třetí místo | Třetí místo |
|  |            |            |            |  |  | 2.A         | Švýcarsko   | 6           |
|  |            |            |            |  |  | 2.B         | Francie     | 8           |

## Konečné pořadí turnaje mužů
| Poř. | Tým          |
| ---- | ------------ |
| 1.   | Německo      |
| 2.   | Polsko       |
| 3.   | Francie      |
| 4.   | Švýcarsko    |
| 5.   | Nizozemsko   |
| 6.   | Kanada       |
| 7.   | Austrálie    |
| 8.   | Česko        |
| 9.   | Rusko        |
| 10.  | Jižní Afrika |
| 11.  | USA          |
| 12.  | Nový Zéland  |

## Turnaj žen

### Skupina A
- 5. února
- Německo - Rakousko 8:2
- Austrálie - Trinidad a Tobago 7:3
- Bělorusko - Česko 2:5
- Německo - Bělorusko 14:3
- 6. února
- Česko - Austrálie 3:2
- Trinidad a Tobago - Rakousko 2:7
- Rakousko - Bělorusko 2:4
- Česko - Trinidad a Tobago 3:0
- Austrálie - Německo 2:19
- 7. února
- Trinidad a Tobago - Německo 2:19
- Bělorusko - Austrálie 4:4
- Rakousko - Česko 2:1
- Austrálie - Rakousko 2:2
- Německo - Česko 12:0
- Bělorusko - Trinidad a Tobago 12:1

| Poř. | Tým               | Z | V | R | P | VG | OG | B  |
| ---- | ----------------- | - | - | - | - | -- | -- | -- |
| 1.   | Německo           | 5 | 5 | 0 | 0 | 72 | 9  | 15 |
| 2.   | Česko             | 5 | 3 | 0 | 2 | 12 | 18 | 9  |
| 3.   | Bělorusko         | 5 | 2 | 1 | 2 | 25 | 26 | 7  |
| 4.   | Rakousko          | 5 | 2 | 1 | 2 | 15 | 17 | 7  |
| 5.   | Austrálie         | 5 | 1 | 2 | 2 | 17 | 31 | 5  |
| 6.   | Trinidad a Tobago | 5 | 0 | 0 | 5 | 8  | 48 | 0  |

### Skupina B
- 5. února
- Nizozemsko - Rusko 5:1
- Litva - Jihoafrická republika 5:1
- Francie - Mexiko 9:1
- Mexiko - Jihoafrická republika 1:8
- Litva - Nizozemsko 3:6
- Rusko - Francie 1:2
- 6. února
- Jihoafrická republika - Nizozemsko 0:7
- Rusko - Mexiko 5:1
- Litva - Francie 1:3
- Rusko - Jihoafrická republika 9:2
- Litva - Mexiko 9:0
- 7. února
- Francie - Nizozemsko 2:4
- Litva - Rusko 5:1
- Nizozemsko - Mexiko 15:0
- Francie - Jihoafrická republika 6:2

| Poř. | Tým          | Z | V | R | P | VG | OG | B  |
| ---- | ------------ | - | - | - | - | -- | -- | -- |
| 1.   | Nizozemsko   | 5 | 5 | 0 | 0 | 37 | 6  | 15 |
| 2.   | Francie      | 5 | 4 | 0 | 1 | 22 | 9  | 12 |
| 3.   | Litva        | 5 | 3 | 0 | 2 | 23 | 10 | 9  |
| 4.   | Rusko        | 5 | 2 | 0 | 3 | 17 | 15 | 6  |
| 5.   | Jižní Afrika | 5 | 1 | 0 | 4 | 12 | 28 | 3  |
| 6.   | Mexiko       | 5 | 0 | 0 | 5 | 3  | 46 | 0  |

### Zápas o 11. místo
- 8. února
- Trinidad a Tobago - Mexiko 11:1

### Zápas o 9. místo
- 8. února
- Austrálie - Jihoafrická republika 4:1

### Zápas o 7. místo
- 8. února
- Rakousko - Rusko 4:1

### Zápas o 5. místo
- 9. února
- Bělorusko - Litva 4:1

## Schéma zápasů o medaile v turnaji žen
Oba semifinálové zápasy se odehrály 8. února, finále a zápas o 3. místo se pak odehrály 9. února.
|  | Semifinále | Semifinále | Semifinále |  |  | Finále      | Finále      | Finále      |
|  |            |            |            |  |  |             |             |             |
|  | 1.B        | Nizozemsko | 5          |  |  |             |             |             |
|  | 2.A        | Česko      | 1          |  |  |             |             |             |
|  |            |            |            |  |  | 1.B         | Nizozemsko  | 2           |
|  |            |            |            |  |  | 1.A         | Německo     | 5           |
|  | 1.A        | Německo    | 12         |  |  |             |             |             |
|  | 2.B        | Francie    | 2          |  |  | Třetí místo | Třetí místo | Třetí místo |
|  |            |            |            |  |  | 2.A         | Česko       | 1           |
|  |            |            |            |  |  | 2.B         | Francie     | 3           |

## Konečné pořadí turnaje žen
| Poř. | Tým               |
| ---- | ----------------- |
| 1.   | Německo           |
| 2.   | Nizozemsko        |
| 3.   | Francie           |
| 4.   | Česko             |
| 5.   | Bělorusko         |
| 6.   | Litva             |
| 7.   | Rakousko          |
| 8.   | Rusko             |
| 9.   | Austrálie         |
| 10.  | Jižní Afrika      |
| 11.  | Trinidad a Tobago |
| 12.  | Mexiko            |